# The Business
The Business é uma banda oi! inglesa formada em Lewisham, no sul de Londres em 1979. Foi uma das primeiras bandas chamadas de "skunk" por possuir em sua formação skinheads e punks unidos nos mesmos ideias.
Seu álbum Suburban Rebels foi influência para diversas bandas dos gênero musical punk/oi!. Seu maior sucesso atualmente é a música "England 5 - Germany 1", (baseada no resultado da partida de classificação para a copa do mundo em 1990), que se tornou um hino futebolístico na Inglaterra.

## História
A banda é formada em 1979 pelos amigos de escola Steve Kent (guitarra), Micky Fitz (vocais), Nick Cunningham (bateria) and Martin Smith (baixo). Tocaram ao vivo pela primeira vez para amigos em fevereiro de 1980, e depois de ter Lol Pryor como empresário, começaram a tocar com mais freqüência. A primeira gravação da banda foi a música "Out in the Cold" na compilação A Sudden Surge of Sound . Tocaram em seu primeiro show Oi! em 1981, abrindo para o 4-Skins, e foram associados com a cena Oi! a partir de então. Enquanto o Oi! foi erroneamente rotulado como associado à extrema-direita e racista (apesar do fato de que várias bandas Oi! terem tocado nos festivais do Rock Against Racism), o Business tomou uma posição contra o extremismo político com a sua turnê Oi Against Racism and Political Extremism ...But Still Against The System.
Após lançarem alguns singles e EP a banda participa em diversas coletâneas, entre elas Carry On Oi! de 1981 e Oi! Oi! That's Yer Lot de 1982.
Em maio de 1983 o grupo grava seu álbum de estréia, Suburban Rebels, produzido por Micky Geggus do Cockney Rejects que atinge o 37° lugar no top britânico.
Em 1985,  depois de lançarem um álbum ao vivo chamado Loud, Proud and Punk - Live o grupo grava seu segundo álbum cujo título, Saturday Heroes glorifica os hooligans do futebol, o que não foi bem recebido no auge da era tatcheriana.
Em maio de 1988, o grupo grava o álbum Welcome to the Real World e encerra suas atividades.
Em 1992, a banda volta e, em 1994 lança o álbum Keep the Faith. Em 1997 lançam o álbum The Truth, The Whole Truth and Nothing But The Truth com uma sonoridade mais voltada para o hardcore punk, talvez pelo fato de ter sido produzido por Lars Frederiksen da banda norte-americana Rancid.
Em 2001 o grupo lança o álbum No Mercy for You e, em 2003, o álbum de covers Under the Influence e o álbum de estúdio Hardcore Hooligan. Após várias mudanças de integrantes, a popularidade da banda continua crescendo e regularmente excursionam pela América, Europa ocidental, Austrália e Leste asiático.

## Discografia

### Álbuns de estúdio
- Suburban Rebels (1983) Secret
- 1980-81 - Official Bootleg (1983) Syndicate #17
- Loud, Proud & Punk - Live) (1984) Syndicate #22
- Saturday's Heroes (1985) Harry May
- Welcome To The Real World (1988) Link
- In and Out of Business (1990) Link (mail-order only, reissued on CD 1998 by Mog)
- Keep The Faith (1994) Century Media
- The Truth, The Whole Truth And Nothing But The Truth (1997) Taang!
- No Mercy For You (2001) Burning Heart
- Under The Influence (2003) Rhythm Vicar
- Hardcore Hooligan (2003) Burning Heart

### Singles/EPs
- "Harry May" (1981) Secret #13
- "Smash the Discos EP" (1982) Secret #3
- "Out of Business" (1983) Secret (withdrawn)
- "Get Out of My House" (1985) Wonderful World
- "Drinking and Driving" (1985) Diamond #27
- "Do a Runner" (1988) Link
- "Anywhere But Here" (1994)  Walzwerk
- "Death II Dance" (1996) Taang!
- "One Common Voice" (1997) Taang!
- "Hell 2 Pay" (2002) TKO
- "Mean Girl EP" (2008) Bad Dog

### Compilações/Álbuns ao vivo
- Back To Back (1985) Wonderful World
- Back To Back Volume 2 (1985) Wonderful World
- Singalongabusiness (1986) Dojo
- Live & Loud (1989) Link
- The Business 1979-1989 (1991) Blackout
- The Best of The Business: 28 Classic Oi Anthems... (1992) Link
- The Complete Business Singles Collection (1995) Anagram
- Harry May - The Singles Collection (1996) Taang!
- Loud, Proud and Oi! (1996) Dojo
- Harry May - The Singles Collection (1996) Taang!
- The Business Live (1998) Pinhead
- Mob Mentality (2000) Taang! (split com o Dropkick Murphys)

### Participações em coletâneas
- A Sudden Surge of Sound LP (1980) VU
- Carry On Oi! LP (1981) Secret
- Oi! Oi! That's Yer Lot! LP (1982) Secret
- The Scret Life Of Punks LP (1982) Secret
- Burning Ambitions: A History Of Punk 2 X LP (1982) Cherry Red
- UK/DK LP (1982) Anagram
- Defiant Pose LP (1983) Illegal
- Son Of Oi! LP (1984) Syndicate
- Oi! The Resurrection LP (1987) Link
- Oi! Chartbusters Volume 1 LP (1987) Link
- Oi! Chartbusters Volume 2 LP (1987) Link
- The Sound Of Oi! (1987) Link
- Oi!..The Picture Disc LP (1987) Link
- Oi! Chartbusters Volume 2 LP (1987) Link
- Oi! Chartbusters Volume 3 LP (1988) Link
- Oi!..The Picture Disc Volume 2 LP (1988) Link
- Oi!..That's What I Call Music LP (1988) Link
- Oi!..The Main Event LP (1988) Link
- Oi! Chartbusters Volume 4 LP (1988) Link
- Oi! Chartbusters Volume 5 LP (1989) Link
- Pop Oi! LP (1989) Link
- Oi! Chartbusters Volume 6 LP (1990) Link
- Punk On The Road LP (1990) Skunx
- The Oddities Of Oi! LP (1991) Link
- Heroes And Villans LP (1996) Step-1
- Oi! It's A World League LP (1193) Havin' a Laugh
- Nobody's Heroes (1993) Castle Communications
- The Punk Generation (1993) Castle Communications
- The Voice Of The Street (1995) Pub City Royal
- Kill Your Radio  (IRS, 1995)
- The Punk Rockers (Castle Communications, 1995)
- The Best Of Oi! LP (1996) Dojo
- Secret Records - The Punk Singles Collection Volume 1 LP (1996) Captain Oi!
- Punk & Nasty (1996) Emporio
- Real Punk - The Nasty Years (1996) Cleopatra
- England's Glory (1996) Cherry Red
- Punk Crazy (1996) Castle Pulse
- Anarchy From The UK - Volume 1 (1996) Dojo
- Secret Records - The Punk Singles Collection Volume 2 LP (1996) Captain Oi!
- The Great British Punk Rock Explosion LP (1996) Dojo
- Trouble On The Terraces LP (1996) Step-1
- The Best Of Oi! LP (1996) Dojo
- Heroes And Villans LP (1996) Step-1
- Punk & Disorderly LP (1996) Step-1
- Tribute To The Smiths (1996) Too Damn Hype
- Forever Blowing Bubbles (1996) Cherry Red
- Punk Power (1996) Emporio
- On The Streets (1997) We Bite
- Give 'Em The Boot  (1997) Hellcat
- Oi! The Tine  (1997) Harry May
- Box Or be Boxed  (1997) Lonsdale
- Down To Margate  (1997) Harry May
- 100% British Oi!  (1998) Captain Oi!
- Cheap Shots III (1998) Burning Heart
- Lords Of Oi!  (1998) Dressed To Kill
- Live Hate  (1998) Music Collection
- The World Of Football - The Good, The Bad and the Ugly Of World Football  (1998) Charlton
- Scene Killer Volume 1  (1998) Outsider
- Around The World In 80 Minutes  (1999) Rotten
- The Greatest Punk Of All Time  (1999) Dressed To Kill
- Punk  (1999) Pegasus
- Oi! This Is England  (2000) Dressed To Kill
- Cheap Shots IV  (2000) Burning Heart
- The Worldwide Tribute To Real Oi!  (2000) I Scream
- Spirit Of The Street  (2000) Burning Heart
- Complete Burning Ambitions - A History Of Punk (2001) Cleopatra
- Punk-O-Rama 6 (2001) Epitaph
- Cheap Shots V  (2001) Burning Heart
- Cash From Chaos - Complete Punk Collection (2001) EMI
- Without Warning - It's Punch Drunk IV  (2002) TKO
- Addicted To Oi!  (2002) Captain Oi!
- Riot  (2003) Hepcat
- The Kings Of Street Punk  (2007) G&R